# Мин-Теке
Мин-Теке (кирг. Миң-Теке) — село в Араванском районе Ошской области Кыргызстана. Входит в состав Керме-Тооского айылного аймака.

## География
Село расположено в западной части области, в высокогорной зоне, к востоку от реки Кичик-Алай, на расстоянии приблизительно 66 километров (по прямой) к юго-востоку от села Араван, административного центра района. Абсолютная высота — 2477 метров над уровнем моря.

## Население
Согласно оценочным данным Национального статистического комитета Кыргызской Республики, численность населения села на начало 2023 года составляла 35 человек.
| год     | 2009 | 2014 | 2015 | 2020 | 2021 | 2023 |
| ------- | ---- | ---- | ---- | ---- | ---- | ---- |
| человек | 44   | 40   | 43   | 45   | 48   | 35   |